# Schlittenbach (Nagold)
Der Schlittenbach ist ein 4,8 Kilometer langer Bach im Calwer Ortsteil Stammheim am Ostrand des Nordschwarzwaldes in Baden-Württemberg.

## Verlauf
Der Schlittenbach verläuft über seine gesamten 4,8 km Länge auf Gebiet des Calwer Ortsteils Stammheim. Er entspringt im Gewann Oberer Grund am Rand des Eichwäldles und fließt zunächst in westsüdwestlicher Richtung. Kurz vor der Unterquerung der Bundesstraße 295 durchquert er ein Teilgebiet des Naturschutzgebiets Würm-Heckengäu. Nach der Unterquerung passiert er das Schlössle und durchläuft teilweise verdolt das Ortsgebiet. Im Bereich der Sportanlagen mündet von links und zuletzt Süd-Süd-Osten der Winkelbach. Unterhalb des Bauhofs tritt der Schlittenbach dann endgültig wieder zu Tage und mündet in einen kleinen Stausee, an dessen Staumauer ein Triebwerkskanal abzweigt, der bis zur Mündung des Schlittenbachs parallel zu  diesem verläuft. Der Hauptlauf bildet das Oberwasser der Unteren Mühle. Im weiteren Verlauf passiert der Schlittenbach die Siedlung Öländerle und mündet kurz darauf von rechts und zuletzt Nord-Osten oberhalb der Straßenbrücke der Bundesstraße 463 in die Nagold.

## Sehenswürdigkeiten

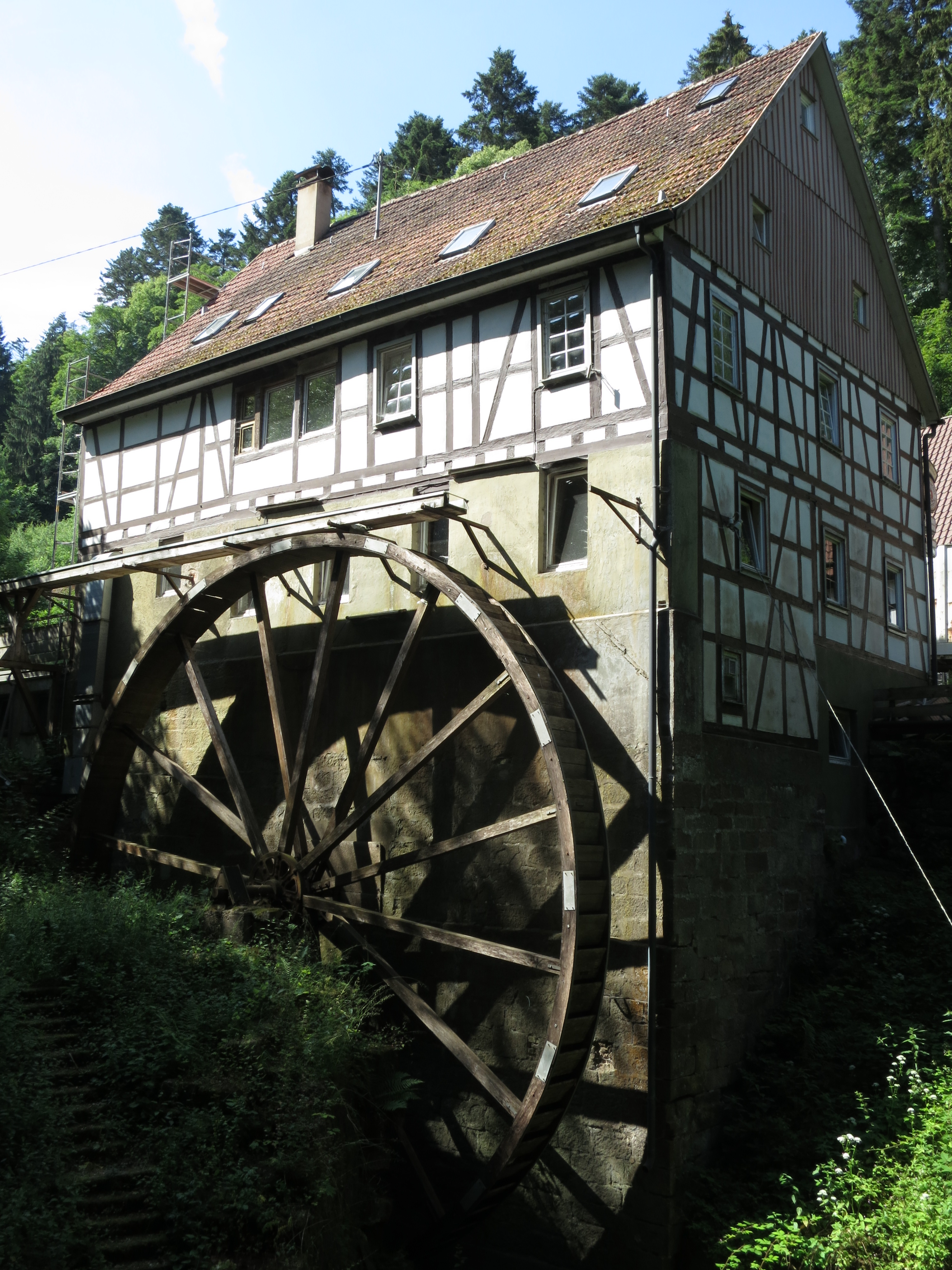
Die Untere Mühle

An der Unteren Mühle zwischen Stammheim und der Siedlung Öländerle befindet sich das größte hölzerne oberschlächtige Wasserrad Europas.